# Sverre Anker Ousdal
Sverre Anker Ousdal, född 18 juli 1944 i Flekkefjord, Vest-Agder fylke, är en norsk skådespelare. Han debuterade 1965 på Den Nationale Scene i Bergen. Under perioden 1967–1970 var han anställd på Oslo Nye Teater och från 1970 på Nationaltheatret.
Ousdal har haft stora roller i ett flertal TV-serier som Grenseland (1980), Blodsbånd (1998), Familjen och Deadline Torp (2005). År 1990 erhöll han utmärkelsen Amanda-priset för huvudrollen i NRK-produktionen Kreditorer.
Ousdal har haft betydande roller i många norska och svenska filmer, exempelvis Orions bälte (1985), Falsk som vatten (1985), Efter Rubicon (1987) och Insomnia (1997). Han har även haft roller i amerikanska och brittiska filmer.

## Filmografi i urval
- 2014 – Skumringslandet
- 2005 – Deadline Torp (TV-serie)
- 2003 – Psalmer från köket
- 2002 – Alla älskar Alice
- 2002 – Familjen (TV-serie)
- 2000 – De 7 dødssyndene
- 1999 – Ivar Kreuger (TV-serie)
- 1996 – Hamsun
- 1996 – Sånt är livet
- 1995 – Kristin Lavransdotter
- 1993 – Sista dansen
- 1989 – Interdevotjka
- 1989 – S.O.S. Condor
- 1988 – Folk och rövare i Kamomilla stad
- 1988 – Sweetwater
- 1987 – Efter Rubicon
- 1987 – En film om kärlek
- 1987 – Mio min Mio
- 1986 – Femte generationen (TV-serie)
- 1985 – August Strindberg: Ett liv (TV-serie)
- 1985 – Orions bälte
- 1985 – Falsk som vatten
- 1983 – Ja, vi elsker
- 1982 – Ingenjör Andrées luftfärd
- 1978 – Pøbel
- 1977 – Den tysta majoriteten
- 1975 – Hustrur
- 1974 – Den siste Fleksnes
- 1973 – Kanarifuglen
- 1967 – Mannen som sänkte Bismarck